# Бейкер, Джеймс Роберт
Джеймс Ро́берт Бе́йкер (англ. James Robert Baker; 1946, Лонг-Бич — 1997, Пасифик-Палисейдс) — американский писатель и сценарист, романист.

## Творчество
Писал романы на темы, связанные и не связанные с ЛГБТ, которые были неоднозначно (во многом из-за тематики). Стал популярен благодаря книгам «Fuel-Injected Dreams» и «Boy Wonder».
После смерти Бейкера (последовавшей в результате самоубийства) его популярность выросла и достигла уровня культа. Экземпляры первых изданий его книг стали мечтой библиофилов и предметом коллекционирования в США.

## Личная жизнь
Вел достаточно скандальный образ жизни — наркотики, алкоголь, симпатии (по мнению некоторых) к нацизму, бунтарство, гей-порно и неоднозначные киноопыты. Однако когда он все же осуществил свою мечту стать писателем все это прошло — впрочем, Бейкер до конца своих дней страдал от гомофобии (особенно после начала эпидемии СПИДа) и неприятия частью общества даже того факта, что он постоянно жил с партнером своего пола. После того, как первые книги вышли под псевдонимами, написание сценариев также отошло для него на второй план. Характеризовал сам себя как анархиста. Отметился и расистскими скандалами, и своеобразными заявлениями (вроде признания полезности политических убийств). Бейкер также участвовал в гей-правозащитной деятельности, причем методы аффилированных с его окружением групп были весьма далеки от пацифистских и местами сильно напоминали экстремизм.

## Смерть
В 1997 году Бейкер покончил с собой в своём доме. По словам его постоянного партнёра, причинами были холодность критиков по поводу последней вышедшей книги и связанные с этим сложности в нахождении нового издателя, а также финансовые проблемы.

## Опубликованные книги
- Adrenaline (1985) Signet Books/New American Library ISBN 0-451-13563-6
- Fuel-Injected Dreams (1986) E. P. Dutton ISBN 0-525-24417-4
- Boy Wonder (1988) New American Library ISBN 0-453-00597-7
- Tim and Pete (1993) Simon and Schuster ISBN 0-671-79184-2
- Right Wing (1996, only published on the Internet)
- Testosterone (published posthumously 2000) Alyson Publications ISBN 1-55583-567-8
- Anarchy (published posthumously 2002) Alyson Publications ISBN 1-55583-743-3
  - 3 книги до сих пор не опубликованы.

Книги Бейкера публиковались не только в США, но и по всему миру — в том числе в Японии и России.